# Margarethe Tiesel
Margarethe Tiesel (née le 22 février 1959  à Vienne) est une actrice autrichienne.

## Filmographie partielle
- 2001 : Die Gottesanbeterin de Paul Harather
- 2003 : MA 2412 – Die Staatsdiener de Harald Sicheritz
- 2012 : Paradis : Amour (Paradies: Liebe) d'Ulrich Seidl
- 2014 : Les Merveilles d'Alice Rohrwacher
- 2015 : Der letzte Sommer der Reichen : Lerchenbach
- 2024 : Andrea lässt sich scheiden de Josef Hader :